# Stade Moulay Rachid
Stade Moulay Rachid (arab. مدينة العيون المغربية) lub Stade El Aaiun – stadion wielofunkcyjny w Al-Ujunie, w Saharze Zachodniej, dawnej kolonii hiszpańskiej, obecnie pod kontrolą marokańską. Najczęściej rozgrywane są na nim mecze piłki nożnej. Stadion mieści 5 000 osób i jest domową areną klubu piłkarskiego z Al-Ujunu, JS Massira oraz reprezentacji Sahary Zachodniej w piłce nożnej.